# Sergey Xïjnïçenko
Sergeý Xïjnïçenko (in kazako Сергей Хижниченко?; in russo Сергей Александрович Хижниченко?, Sergej Aleksandrovič Chižničenko; Öskemen, 17 luglio 1991) è un calciatore kazako, attaccante dell'Ordabasy.

## Carriera
Sergey Xïjnïçenko inizia la propria carriera nel 2006 con il Vostok Óskemen e nel gennaio 2008 viene promosso dalla Primavera alla prima squadra. Nel novembre 2010 passa a titolo definitivo alla Lokomotıv Astana e nello stesso anno viene girato in prestito all'Atyrau.
Nel gennaio 2011 si trasferisce al Feyenoord per un piccolo periodo di prova, ma dopo poco viene acquistato a titolo definitivo dallo Şaxter, compagine bielorussal.
Il 20 agosto 2013, nell'andata dei play-off di Champions League contro il Celtic, Sergey è autore di un'ottima prestazione e segna anche un gol, che porta i compagni alla vittoria per 2-0. Con questa rete, la quarta in 5 partite, è il migliore marcatore dei preliminari di UEFA Champions League 2013-2014. Il 28 agosto 2013, nel ritorno dei play-off di Champions, lo Şaxter perde per 3-0 e non passa alla fase a gironi, accedendo comunque alla UEFA Europa League 2013-2014.
Nella sessione invernale di calciomercato del 2014 il giocatore kazako si trasferisce in Polonia, al Korona Kielce, dove rimane per una sola stagione.
Veste in seguito le maglie di Aqtöbe e Tobyl in patria, per poi tornare in Bielorussia, dove nel 2017 milita nello Šachcër Salihorsk e di nuovo nello Shahter Qaraǵandy. Tornato in Kazakistan, nel 2018 milita nell'Ordabasy e nel 2019 passa all'Astana.

## Nazionale
Sergey Khizhnichenko ha segnato il suo primo gol in nazionale nel 3-1 contro Andorra, il 9 settembre 2009.
Sergey con la nazionale del Kazakistan ha collezionato 45 presenze segnando 8 gol.

## Palmarès

### Competizioni nazionali
- Campionato kazako: 3

Şaxter Qarağandı: 2011, 2012
Astana: 2019
- Coppa del Kazakistan: 1

Şaxter Qarağandı: 2013
- Supercoppa del Kazakistan: 2

Şaxter Qarağandı: 2013
Astana: 2019